# Agustina Vargas
Agustina Vargas (José León Suárez, Provincia de Buenos Aires, Argentina; 27 de diciembre de 2001) es una futbolista argentina. Juega de mediocampista en River Plate de la Primera División Femenina de Argentina.

## Trayectoria
Comenzó sus primeros pasos entrenándose en el club Independencia de su localidad natal, aunque sin poder disputar partidos ya que no eran mixtos. Desde los 13 años se encuentra en River Plate e inició jugando futsal hasta los 15 años para pasar a jugar fútbol, juega en el conjunto millonario desde la temporada 2017/18. En febrero de 2018 fue convocada a la Selección Argentina Sub-17.

## Estadísticas

### Clubes
| Club        | País      | Año             |
| ----------- | --------- | --------------- |
| River Plate | Argentina | 2017 - presente |